# Sagalassa diabolus
Sagalassa diabolus is een vlinder uit de familie Brachodidae. De wetenschappelijke naam van de soort is voor het eerst geldig gepubliceerd in 1875 door Felder.